# نورث روسبی
نورث روسبی (به انگلیسی: North Rauceby) یک محله مدنی و روستا در بریتانیا است که در نورث کستیون واقع شده‌است. نورث روسبی ۱۵۹ نفر جمعیت دارد.